# ザ・ズートンズ
ザ・ズートンズ（The Zutons）は、イギリス・リバプール出身のロックバンド。2002年結成。

## 概要
2002年に大学の仲間5人で結成され、2004年にメジャーデビュー。
ジャズとファンク、ソウルとカントリーを交差させた多彩なアレンジに、1950年代や1960年代の古典的ロックを彷彿とさせるレトロなサウンドが特徴。
デビュー当初は、過去の音楽を掘り起こして蘇らせたことから、「ゾンビ・ミュージック」と呼ばれた。リバプール出身である点やレーベルが同じであるということからザ・コーラルとしばしば比較された。デビュー以降、ブリット・アワードでは最優秀新人賞を受賞し、2枚のダブル・プラチナ・アルバムを獲得。
2004年に初来日。フジ・ロック・フェスティバルに過去3度出演。
アルバム『タイアード・オヴ・ハンギング・アラウンド』に収録されている『Valerie』がマーク・ロンソン featuring エイミー・ワインハウスにカバーされ、UKシングルチャートトップ20内に19週連続ランクイン、最高2位を記録し、ヒットした。また、ジェームス・モリソンやパニック!アット・ザ・ディスコがBBC Radio 1でカバーするなど、多くのアーティストにカバーされた。
2009年以降、表立った活動をしておらず、公式ホームページも消滅し、事実上の活動停止状態にある。
2011年から、ベースのラッセル・プリチャードがノエル・ギャラガーのツアーメンバーとして参加している。
2016年9月30日、オリジナル・ラインナップでの一夜限りの再結成ライブを行った。
2018年11月、デビュー・アルバム『Who Killed...... The Zutons?（邦題:誰がザ・ズートンズを殺ったのか？）』リリース15周年を記念する再結成ツアーを、2019年3月～4月に行うと発表した。マッケイブ、チョウドリー、ペイン、チョウドリーらオリジナル・メンバーが参加するなか、プリチャードは参加しないことをSNSで表明した。プリチャードの代わりに、キャストのジェイ・ルイスが参加した。
2021年7月、ナイル・ロジャースのUKツアーの1公演で前座を務めることをTwitterで発表した。また、ロジャースと共に4枚目のアルバムの制作に取り掛かっていることも明かした。
2023年11月、約16年振りとなる4枚目のアルバム『The Big Decider』を2024年4月26日にリリースすることを発表した。共同プロデューサーはペイン、ナイル・ロジャースと、デビューアルバムも手掛けたライトニング・シーズのイアン・ブロウディー。

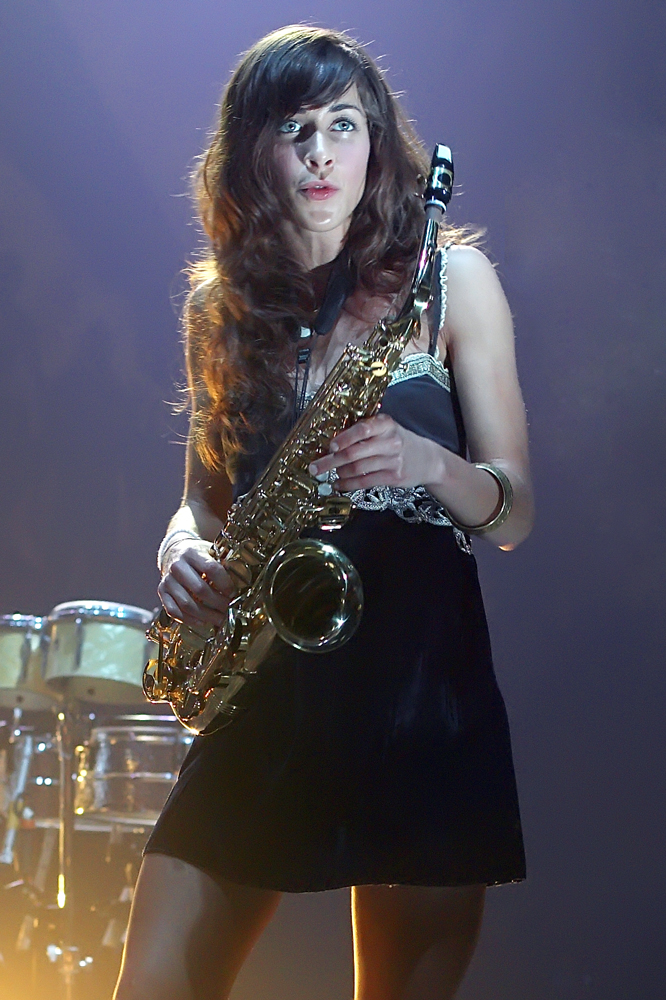
アビィ・ハーディング

## メンバー
- デヴィッド・マッケイブ （Dave McCabe）：ボーカル、ギター
- アビィ・ハーディング （Abi Harding）：サックス、コーラス
- ショーン・ペイン （Sean Payne）：ドラムス

### 元メンバー
- ラッセル・プリチャード （Russell Pritchard）：ベース、コーラス ※現ノエル・ギャラガーズ・ハイ・フライング・バーズ
- ポール・モウリー （Paul Molloy）：ギター ※現ザ・コーラル
- ボーヤン・チョウドリー （Boyan Chowdhury）：ギター、コーラス

## ディスコグラフィ

### スタジオ・アルバム
| 発売年 | タイトル                                 | オリジナルタイトル           | レーベル                                       |
| ------ | ---------------------------------------- | ---------------------------- | ---------------------------------------------- |
| 2004年 | 誰がザ・ズートンズを殺ったのか？         | Who Killed...... The Zutons? | ソニー・ミュージックジャパンインターナショナル |
| 2006年 | タイアード・オヴ・ハンギング・アラウンド | Tired of Hanging Around      | ソニー・ミュージックジャパンインターナショナル |
| 2008年 | ユー・キャン・ドゥ・エニシング           | You Can Do Anything          | ホステス・エンタテインメント                   |
| 2024年 |                                          | The Big Decider              | ICEPOP                                         |